# Циґанка (Сілезьке воєводство)
Циґанка (пол. Cyganka) — село в Польщі, у гміні Панки Клобуцького повіту Сілезького воєводства.
Населення — 316 осіб (2011).
У 1975-1998 роках село належало до Ченстоховського воєводства.

## Демографія
Демографічна структура станом на 31 березня 2011 року:
|          | Загалом | Допрацездатний вік | Працездатний вік | Постпрацездатний вік |
| -------- | ------- | ------------------ | ---------------- | -------------------- |
| Чоловіки | 165     | 40                 | 101              | 24                   |
| Жінки    | 151     | 25                 | 79               | 47                   |
| Разом    | 316     | 65                 | 180              | 71                   |